# Stanisław Mikołaj Skórkowski
Stanisław Mikołaj Skórkowski herbu Jelita (zm. przed 3 października 1667 roku) – sędzia ziemski stężycki w 1634 roku, pisarz ziemski stężycki do 1634 roku.
Poseł na sejm zwyczajny 1654 roku.
W 1648 roku jako marszałek sądu kapturowego województwa sandomierskiego był elektorem Jana II Kazimierza Wazy z województwa sandomierskiego. Deputat sądu skarbowego województwa sandomierskiego w 1658 roku. 